# Tostan

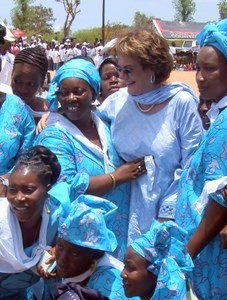
Molly Melching år 2007 på årsdagen för avskaffandet av kvinnlig könsstympning i Malicounda Bambara, Senegal

Tostan (som betyder "genombrott" på det västafrikanska språket Wolof) är en amerikansk internationell icke-statlig organisation med verksamhet i över 450 samhällen i Senegal, Guinea, Guinea-Bissau, Gambia, Mali och Mauretanien. Tostans mission är "att stärka afrikanska samhällen för att skapa hållbar utveckling och positiv social förändring baserad på förståelse för mänskliga rättigheter". Organisationer har över 1 000 anställda och arbetar på landsbygden för läskunnighet och för att öka samhällens engagemang för hälsa och hygien, barn, mänskliga rättigheter och demokrati, miljöfrågor och ekonomisk utveckling.
Tostan har ett helhetsperspektiv kring utvecklingsfrågor genom ett utbildningsprogram baserat på mänskliga rättigheter som syftar till att ge samhällen makt att bestämma över sin egen utveckling. Tostan är mest känt för sina framgångar i att avskaffa kvinnlig könsstympning, men programmet har även gett resultat på områden som governance, hälsa, ekonomisk tillväxt, utbildning, miljö, barnskydd, kvinnors och flickors egenmakt och barns tidiga utveckling.

## Historia
Tostans historia kan spåras till 1974, när Molly Melching som utbytesstudent åkte till Senegal. Efter att ha fullgjort sina studie fortsatte Melching att arbeta som volontär för den amerikanska fredskåren i Dakar, bland annat med att skapa det första radioprogrammet för barn på ett afrikanskt språk. Hennes arbete tog henne till byar på landsbygden i Senegal där hon såg att många utvecklingsprojekt inte tog hänsyn till den verklighet och de behov som fanns i samhällena.
Baserat på den feedback som Melching fick i byarna så tog hon hjälp av specialister på Senegalesisk kultur för att utveckla ett nytt slags utbildningsprogram som inkluderade de deltagande samhällena genom att arbeta på deras egna språk och genom traditionella lärometoder som dialog, teater och dans. Under 1980-talet utvecklades verksamheten och år 1991 grundade Melching organisationen Tostan.
Tostans huvudkontor ligger i Dakar och dess amerikanska kontor i Washington, D.C. Tostan har även lokala kontor i Senegal, Guinea, Guinea-Bissau, Gambia, Mali och Mauretanien.

## Utbildningsprogrammet
Utbildningsprogrammet, Community Empowerment Program (CEP), baseras på mänskliga rättigheter och ger deltagarna grundläggande kunskaper och verktyg som ska förbättra deras liv och skapa lösningar på problem i samhället.

## Innovationer genom utbildningsprogrammet
Allteftersom programmet har utvecklats, så har fler moduler lagts till och en del fristående projekt startats. Dessa berör ämnen som mobilkunskap, barnskydd, fred och säkerhet, barns tidigare utvecklings, installation av solceller och återintegrering av fängslade kvinnor.

## Arbetet med kvinnlig könsstympning i Senegal
Fastän Tostans utbildningsprogram berör ett flertal ämnen, så har organisationens framgång kring arbetet mot kvinnlig könsstympning särskilt uppmärksammats. Kvinnlig könsstympning har funnits i Senegal i ungefär 2000 år och många i många samhällen krävs det fortfarande för att en flicka blir omskuren för att få gifta sig. In general, FGC is performed on young girls between the age of two and five. I enlighet med Världshälsoorganisationens klassificering, så är Type II den vanligaste formen av kvinnlig könsstympning i Senegal, även om Type I och Type III (försegling) även förekommer (se klassifikation).
När Tostans först började arbeta mot kvinnlig könsstympning så visade många samhällen motstånd till organisationen, men efter att imamen Demba Diawara förklarade för Melching att avskaffandet av kvinnlig könsstympning aldrig skulle kunna ske i ett enskilt samhälle eftersom man alltid söker giftermål utanför sitt eget samhälle.
Diawara bestämde sig då för att vandra mellan olika samhällen för att öka kunskapen kring riskerna med kvinnlig könsstympning och den 14 februari 1998 bestämde sig de första 13 samhällena för att avskaffa kvinnlig könsstympning i en publik deklaration.
Sedan dess har över 5400 samhällen i Senegal beslutat sig för att avskaffa både kvinnlig könsstympning och andra skadliga traditioner som barn- och tvångsäktenskap. Rörelsen har spridit sig till samhällen i ett flertal andra länder i Västafrika och i april 2013 hade 528 samhällen i Guinea, 158 i Gambia, 144 i Guinea Bissau och 78 i Mauretanien också avskaffat dessa traditioner.
Tostans har tillsammans med Senegals regering som mål att kvinnlig könsstympning ska vara avskaffad i Senegal år 2015.  I april 2013, hade 5 423 samhällen avskaffat all form av kvinnlig könsstympning och enligt prognoser från organisationen själv så behöver deras program bara implementeras i ytterligare 240 samhällen för att kvinnlig könsstympning inte längre ska förekomma i Senegal. Gerry Mackie, en forskare vid University of California, San Diego har i en artikel i American Sociological Review från 1996 dragit en analog att avskaffandet av kvinnlig könsstympning, liksom avskaffandet av fotbindning i Kina, skulle gå fort efter att människor kollektivt börjat avskaffa traditionen för att kunna gifta sig inom sin etniska grupp.
Sedan den första publika deklarationen för avskaffandet av kvinnlig könsstympning 1997 har deltagare från Tostans utbildningsprogram hållit ett flertal publika deklarationer.

## Utmärkelser
Molly Melching och Tostan har genom mottagit ett flertal priser för sitt arbete.I augusti 2007 blev Tostan tilldelade Unesco King Sejong Literacy Prize. I september 2007 fick organisationen motta Conrad N. Hilton Humanitarian Prize för dess "avsevärda bidrag till minskandet av mänskligt lidande." År 2010 blev Molly Melching av Skoll Foundation tilldelad Skoll Award for Social Entrepreneurship. Tostan tog emot en 'Award in Action' från Cécilia Attias Foundation for Women år 2012, för dess arbete med att förbättra hälso- och mödravård på samhällsnivå. År 2013 tog Molly Melching emot 'Women of Impact' under det fjärde årliga Women in the World Summit. År 2002  tog Melching emot Sargent Shriver Distinguished Humanitarian Award från den amerikanska fredskårens alumniorganisation National Peace Corps Association för sitt arbete med Tostan.